# Pierre-Alain Frossard
Pierre-Alain Frossard (1966) es un deportista suizo que compitió en duatlón.
Ganó dos medallas en el Campeonato Europeo de Duatlón, en los años 1996 y 1997, y una medalla en el Campeonato Mundial de Duatlón de Larga Distancia de 1998.

## Palmarés internacional
| Campeonato Europeo | Campeonato Europeo          | Campeonato Europeo | Campeonato Europeo |
| Año                | Lugar                       | Medalla            | Prueba             |
| ------------------ | --------------------------- | ------------------ | ------------------ |
| 1996               | Mafra (Portugal)            | Medalla de plata   | Individual         |
| 1997               | Glogów Malopolski (Polonia) | Medalla de bronce  | Individual         |

| Campeonato Mundial | Campeonato Mundial | Campeonato Mundial | Campeonato Mundial |
| Año                | Lugar              | Medalla            | Prueba             |
| ------------------ | ------------------ | ------------------ | ------------------ |
| 1998               | Zofingen (Suiza)   | Medalla de bronce  | Individual         |